# Ржевский, Николай Николаевич
Ржевский Николай Николаевич (16 декабря 1939, Ленинград, РСФСР, СССР) — русский писатель и геолог.

## Биография
Происходит из дворянского рода Ржевских, дед Ржевский Николай Николаевич являлся заместителем начальника Северо-Западного нефтяного района Компании Братьев Нобель, в 1937 году репрессирован.
Родился 16.12.1939 года в Ленинграде в семье служащих Чекулаева Николая Михайловича и Ржевской-Молчановской Златы Николаевны. В 1941 году был эвакуирован в город Сталинири, в середине 1943 года вместе с сестрой попал в действующую армию, прошёл вместе с 65-м отдельным зенитным артиллерийским дивизионом, где служила его мать, от Любани до Тарту, при этом не являясь официальным сыном полка.
В 1957 году окончил общеобразовательную школу № 32 Василеостровского района города Ленинграда, в 1963 году — Ленинградский горный институт, получив специальность «горный инженер-геофизик».

### Научная деятельность
Работал в НИИ Геологии Арктики в Ленинграде, где принимал активное участие, а затем и руководил многолетними работами по программе Мировой Гравиметрической Съёмки (МГС) в составе Полярной Геофизической Экспедиции (ПГЭ). Был участником многих сотен первичных посадок на дрейфующий лёд.
В 1967 году подготовил реферат для сдачи кандидатских экзаменов на тему «Геологическая форма движения материи», и был откомандирован в Иран для выполнения аэромагнитной съёмки возможных залежей железной руды. По окончании командировки в течение года работал в Особом Конструкторском Бюро Министерства геологии СССР, занимаясь специфической задачей разработки технологий поиска подводных лодок аэромагнитными методами. За время работы зарегистрировал два изобретения.
Затем продолжил работу в НИИ Геологии Арктики, руководил геофизической партией, выполнял первые аэромагнитные и морские гравиметрические исследования Берингова моря.
В 1979 году защитил кандидатскую диссертацию на тему «Глубинная структура дна северо-западной части Берингова моря по геофизическим данным».
В дальнейшем принимал участие в морских геологических и геофизических исследованиях в Тихом и Атлантическом океанах, в 1984 году был назначен начальником Полярной морской геологоразведочной экспедиции. Эта экспедиция выполняла основные геофизические и геологические исследования в Антарктиде, вела широкомасштабные геофизические исследования в Арктике и активно развивала международные работы по поиску нового вида сырья в Мировом океане — железомарганцевых конкреций и полиметаллических сульфидов.
В 1986 году перешёл на научную работу во ВНИИОкеангеологии, а затем — в созданную на базе геофизических отделов ВНИИОкеангеологии новую научно-производственную организацию «Севморгео» в качестве заместителя директора по научной работе. В основном занимался тремя научными вопросами.
Под научным руководством академика РАН Страхова В. Н. занимался разработкой наиболее рациональных, научных методов использования результатов Мировой Гравиметрической Съёмки, которая завершилась созданием Программы «МГС-Наследие». Заложенные в Программе методологические принципы анализа геолого-геофизической информации, изложенные впоследствии в ряде статей, представляют практический интерес при анализе геолого-геофизической информации в геологических целях (Например: «Научное наследие программы „Мировая гравиметрическая съёмка“ и изучение тектоники океана». Ж. «Разведка и охрана недр». № 3, М., 1997 г.; «Геолого-геофизическое наследие России», Альманах «Нефтегаз», Тюмень, 2008 г. и др.)
Также занимался разработкой новых технологий метрологического обеспечения морских гравиметрических работ, в результате чего была разработана концепция и Программа создания специализированного гравиметрического судна.
Участвовал в разработке технологии создания плотностных моделей коры океанов, в рамках которой при его участии создан Атлас плотностных моделей Атлантического и Тихого океанов, и подготовлена статья «Сравнение функций адмиттанса Срединно-Атлантического хребта и Тихоокеанского поднятия» ("Геофизика, № 3, 1995) и сделано несколько докладов, главной темой которых было установление факта наличия в подкорковом веществе (в верхней мантии Земли) плотностных горизонтов сложной конфигурации, которые было необходимо учитывать при создании физико-геологических моделей коры.
С 1992 года является членом-корреспондентом Метрологической академии, Почётный Полярник, кандидат геолого-минералогических наук, имеет 77 научных работ.

### Писательская деятельность
С начала 2000-х годов занят писательской деятельностью. Книги написаны в основном, опираясь на воспоминания первых ледовых и морских экспедиций и под действием впечатлений, полученных в процессе выборной кампании. Изданы следующие работы:
- «Простая история». Книга рассказов. Издательство «Журнал Нева», СпБ, 2005 год.
- Рассказ «День Дурака». Журнал «Нева», № 3, 2005 год.
- «Рассказы и эссе». Издательско-полиграфический центр «Журнал Нева», СпБ, 2007 год.

С 2005 года — член Международной Федерации Русских Писателей.

## Прочее
В 1999 году Общественным движением «Промышленность Санкт-Петербурга» и Ассоциацией геологических организаций Санкт-Петербурга выдвигался кандидатом в Законодательное Собрание Санкт-Петербурга.
На настоящий момент проживает в Санкт-Петербурге, продолжает занятия научной и писательской деятельностью, подготовил эссе «Теория относительности человека»